# Мехмед Баждаревич
Мехмед Баждаревич (сербохорв. Mehmed Baždarević, нар. 28 вересня 1960, Вишеград) — югославський та боснійський футболіст, що грав на позиції півзахисника. По завершенні ігрової кар'єри — футбольний тренер. З 2014 року очолює тренерський штаб збірної Боснії і Герцеговини.
Виступав, зокрема, за клуби «Желєзнічар» та «Сошо», а також національні збірні Югославії та  Боснії і Герцеговини.

## Клубна кар'єра
У дорослому футболі дебютував 1979 року виступами за команду клубу «Желєзнічар», в якій провів вісім сезонів, взявши участь у 229 матчах чемпіонату. Більшість часу, проведеного у складі «Желєзнічара», був основним гравцем команди.
Своєю грою за цю команду привернув увагу представників тренерського штабу клубу «Сошо», до складу якого приєднався 1987 року. Відіграв за команду із Сошо наступні дев'ять сезонів своєї ігрової кар'єри. Граючи у складі «Сошо» також здебільшого виходив на поле в основному складі команди.
Протягом 1996—1998 років захищав кольори команди клубу «Нім-Олімпік».
Завершив професійну ігрову кар'єру у клубі «Етуаль Каруж», за команду якого виступав протягом 1998—1999 років.

## Виступи за збірні
У 1983 році дебютував в офіційних матчах у складі національної збірної Югославії. Протягом кар'єри у національній команді, яка тривала 10 років, провів у формі головної команди країни 54 матчів, забивши 4 голи. У складі цієї збірної був учасником чемпіонату Європи 1984 року у Франції.
1996 року також провів дві гри за збірну Боснії і Герцеговини.

## Кар'єра тренера
Розпочав тренерську кар'єру, повернувшись до футболу після невеликої перерви, 2003 року, очоливши тренерський штаб французького «Істра».
В подальшому очолював команди туніського «Етюаль дю Сахель», катарського «Аль-Вакра», французьких «Гренобля» і «Сошо», а також «МК Алжир».
2014 року очолив тренерський штаб збірної Боснії і Герцеговини.

## Титули і досягнення

### Як гравця
- Бронзовий олімпійський призер: 1984
- Чемпіон Європи (U-18): 1979

### Як тренера
- Володар кубка туніської ліги: 2005
- Володар кубка Алжиру: 2014